# COMMIT (SQL)
COMMIT 문은 관계형 데이터베이스 관리 시스템(RDBMS)에서 트랜잭션을 종료하고 다른 사용자에게 변경된 모든 사항을 보이도록 만드는 문장이다. 일반적으로 트랜잭션 종료시 해당 업데이트를 확정한다는 의미에서 커밋이라고 사용한다. 반대로 업데이트의 취소 처리를 롤백 (ROLLBACK)이라고 하며, 이러한 제어를 약속 제어라고 부른다. SQL에서는 ROLLBACK 문이 그 처리를 한다.

## SQL
SQL에서 COMMIT은 RDBMS 내에 있는 데이터베이스 트랜잭션을 종결시키고, 모든 변화를 다른 사용자들이 볼 수 있게 만들어 준다. 일반적인 포맷은 BEGIN WORK 구문으로 시작하여, COMMIT 구문이 나온다. 다른 방법으로 ROLLBACK 구문으로 시작될 수 있으며, 이는 BEGIN WORK로 시작된 모든 작업을 그 이전으로 되돌린다. COMMIT 구문은 또한 현존하는 SAVEPOINT가 사용될 수 있다.
트랜잭션의 측면에서 커밋의 반대는 트랜잭션의 임시적인 변화를 포기하는 것(롤백)이다.

## 같이 보기
- 자동 커밋